# Mirian Maisuradze
Mirian Maisuradze (in georgiano მირიან მაისურაძე?; 7 dicembre 1999) è un lottatore georgiano specializzato nella lotta libera.

## Palmarès
- Europei

Budapest 2022: bronzo nei 92 kg